# 海軍根拠地隊
海軍根拠地隊（かいぐんこんきょちたい）とは、大日本帝国海軍の陸上部隊の一つで、占領地などに置かれた臨時の海軍基地を防衛・管理するための部隊である。第二次世界大戦期には、特設根拠地隊と特別根拠地隊の2種類が存在した。広義の海軍陸戦隊の一種といえる。

## 沿革
初期の日本海軍は、本土周辺海域の防衛に主眼を置いており、日本本土以外への海軍基地設置については特別な制度は置いていなかった。しかし、日清戦争において旅順を占領すると艦隊の活動拠点として整備することを決め、「旅順口海軍根據地條例」を定めて旅順口海軍根拠地を設置した。
日清戦争後、ロシアとの戦争に向けた戦備が進む中、有事の際の臨時の海軍基地についての計画も整備されることになり、1897年（明治30年）に「戰時特設各船舶部隊條例竝ニ定員表」と「假根據地防備隊條例」が制定された。これにより創設された仮根拠地防備隊の任務は、出征艦隊に属して休養港の防備を行うことなどとされ、日露戦争では実際に鎮海湾防備隊などが置かれた。第一次世界大戦でも占領したドイツ植民地に海軍部隊を置くことになり、青島に臨時青島要港部（臨時青島防備隊への縮小を経て1916年9月廃止）、南洋諸島に臨時南洋群島防備隊（南洋庁設置により廃止）を設置している。
1916年（大正5年）末には「特設艦船部隊令」が制定され、特設防備隊に関する規定が置かれた。さらに、1920年（大正9年）には「特設艦船部隊令」の改正により、仮根拠地の管理や防衛を総括する部隊として特設根拠地隊に関する一般規定が定められた。
その後、日中戦争の拡大する中、1939年（昭和14年）の「特別根拠地隊令」により、特別根拠地隊についての規定が定められた。これは中国大陸で活動する特設防備隊の中で、単なる拠点防衛部隊としての範囲を超えて、広い地域で陸軍と協力して独力で作戦を展開できる能力のあるものが生まれてきたため、新たな種類の部隊として整理しなおしたものである。
日中戦争から太平洋戦争にかけて、戦線の拡大に合わせて多数の特設根拠地隊や特別根拠地隊が編成された。各地で周辺海域の海上交通保護や陸戦隊としての拠点防衛にあたったほか、太平洋戦争初期には隷下で編成した陸戦隊を艦艇に乗せて上陸作戦に協力させることもあった。1941年12月の太平洋戦争開戦時には特設根拠地隊9個と特別根拠地隊6個があり、1945年8月の終戦時には特設根拠地隊26個と特別根拠地隊29個に増加していた。

## 編制

### 特設根拠地隊
「特設」を冠さず、単に「根拠地隊」と呼ばれることが一般的である。仮根拠地（1932年以降は「前進根拠地」に改称）の防衛と付近海面の警衛のほか、測量や港務、通信をつかさどり、さらに必要に応じて艦隊の補給や修理、患者の診療等に関する事項も所管する。ここでいう前進根拠地とは、一方面の作戦のために策源地よりも敵方に進出して設けられた根拠地のことで、トラック泊地（チューク泊地）などが該当する。
司令部の編制は艦隊司令部に類似したもので、司令官の下に参謀長や参謀、副官が置かれている。隷下部隊としては（特設）防備隊や（特設）鎮守府特別陸戦隊、警備隊、（特設）航空隊、（特設）通信隊、（特設）掃海隊などを有するほか、任務に応じて所要の艦船が付属する。具体的な兵力は個々の根拠地隊ごとに異なる。
名称は所在地の地名または番号を冠する。代表的な例としては、沖縄戦に参加した沖縄方面根拠地隊や、カロリン諸島防衛のためにチューク島に置かれた第4根拠地隊、ブーゲンビル島のブインに置かれた第1根拠地隊などがある。

### 特別根拠地隊
作戦地その他所要の地に置かれるもので、艦隊または警備府に所属する。「特根」と略称される。所在地と付近の警備・港務・通信に関する事項を掌るほか、必要に応じて艦船部隊の補給や工作、医務、衛生に関する事項をも分掌し、その渉外事項を掌る。
任務としては特設根拠地隊に類似しているが編制は異なり、司令官の下に副長・科長・分隊長・隊付を置く軍艦形式である。例えば、陸上防衛を担当する陸警科長などが置かれる。必要に応じて参謀も配置される。特別陸戦隊や警備隊などを隷下に収め、艦船部隊が付属することもある。具体的な兵力は個々の特別根拠地隊ごとに異なる。
名称は所在地の地名または番号を冠する。代表的な例として、タラワの戦いを戦った第3特別根拠地隊や、マニラ海軍防衛隊の基幹部隊としてマニラ市街戦を行った第31特別根拠地隊がある。

## 根拠地隊一覧
特記の無い限り地名は司令部所在地を示す。人名は歴代司令官。
- 第1根拠地隊（I） - 上海。

園田滋 少将：1937年12月1日 -
伍賀啓次郎 少将：1938年12月15日 - 1939年11月15日解散
- 第1根拠地隊（II） - サイゴン。

久保九次 少将：1940年11月15日 - 1942年2月11日解散
- 第1根拠地隊（III）- ブーゲンビル島ブイン。ソロモン諸島北部で活動。

板垣盛 少将：1942年10月31日 -
武田勇 少将：1943年11月1日 - 終戦
- 第2根拠地隊（I）  - 広東。

鋤柄玉造 少将：1938年9月15日 - 1939年11月15日解散
- 第2根拠地隊（II） - ボルネオ島。

広瀬末人 大佐：1941年1月15日 - 1942年3月10日 解散・第22特別根拠地隊に改編。
- 第2特別根拠地隊 - 東部ニューギニア。第9艦隊の主力部隊の一つとなり、1944年3月に第7根（II）と合併して第27特根に改編[4]。

鎌田道章 少将：1942年12月29日 -
（兼）緒方真記 少将：1943年12月10日 - 1944年3月24日解散
- 第3根拠地隊（I）  - 厦門

宮田義一 少将：1938年11月15日 - 1939年11月15日解散
- 第3根拠地隊（II） - パラオ。1942年4月10日に第3特別根拠地隊と改称[5]。

中村一夫 少将：1940年11月15日 -
武田盛治 少将：1942年3月20日 - 1942年4月10日
- 第3特別根拠地隊（I） - パラオ。

武田盛治 少将：1942年4月10日 - 1942年6月15日解散
- 第3特別根拠地隊（II）- タラワ島。ギルバート諸島の平定後、横須賀第6特別陸戦隊を改編。タラワの戦いで全滅。1944年1月5日解散[5]。

友成佐市郎 少将：1943年2月16日 -
柴崎恵次 少将：1943年7月20日 - 1943年11月25日戦死
- 第4根拠地隊（I）  - 海南島。

太田泰治 少将：1939年1月20日 - 1939年11月15日解散
- 第4根拠地隊（II） - チューク諸島（トラック）

茂泉慎一 少将：1941年8月11日 -
武田盛治 中将：1942年6月15日 -
若林清作 中将：1943年7月15日 -
有馬馨 少将：1944年2月19日 -
第4艦隊長官直率：1944年5月1日 - 終戦
- 第5根拠地隊（I） - サイパン島。1942年4月10日、第5特別根拠地隊に改編[5]。

元泉威 少将：1940年11月15日 -
樋口修一郎 少将：1941年1月15日 -
茂泉慎一 少将：1941年4月10日 -
春日篤 予備役少将：1941年8月11日 - 1942年4月10日
- 第5根拠地隊（II）- サイパン島。1944年3月1日、第5特別根拠地隊を改編。サイパンの戦いで全滅。

辻村武久 少将：1944年3月1日 - 1944年7月8日戦死
- 第5特別根拠地隊 - サイパン島。

春日篤 予備役少将：1942年4月10日 -
友成佐市郎 少将：1942年9月15日 -
福沢常吉 少将：1943年2月16日 -
辻村武久 少将：1943年10月1日 - 1944年3月1日 第5根拠地隊（II）に改編。
- 第6根拠地隊 - ロイ＝ナムル島（ルオット）。クェゼリンの戦いで隷下の第61警備隊などとともに全滅。

八代祐吉 少将：1941年1月15日 - 1942年2月1日戦死
阿部孝壮 少将：1942年2月5日 -
秋山門造 少将：1943年11月29日 - 1944年2月6日戦死
- 第7根拠地隊（I） - 父島。1942年6月、父島方面特別根拠地隊に改編。

阿部嘉輔 少将：1941年10月1日 -
藤森清一朗 予備役少将：1942年4月10日 - 1942年6月15日
- 第7根拠地隊（II） - ラエ、後ウェワク。ラエ・サラモアの戦いに敗れ、サラワケット越えで消耗しながらウェワク転進。第9艦隊の主力部隊の一つとなり、1944年3月に第2特根と合併して第27特根に改編[4]。

藤田類太郎 少将：1942年7月14日 -
森国造 少将：1943年9月9日 -
工藤久八 少将：1943年10月25日 - 1944年3月25日
- 第8特別根拠地隊 - ラバウル。陸警科は舞鶴第2特別陸戦隊を改編したもの[6]。1942年4月10日、第8根拠地隊に改編[7]。

金沢正夫 少将：1942年2月1日 - 1942年4月10日
- 第8根拠地隊 - ラバウル

金沢正夫 少将：1942年4月10日 -
徳永栄 少将：1942年11月29日 -
入船直三郎 少将：1943年11月8日 - 1944年12月1日解散
- 第9根拠地隊 - ペナン。1942年2月25日、第9特別根拠地隊に改編。スマトラ島西部の防衛を担当[8]。

平岡粂一 少将：1941年10月31日 - 1942年2月25日
- 第9特別根拠地隊 - スマトラ島サバン

平岡粂一 少将：1942年2月25日 -
広瀬末人 少将：1944年2月22日 - 終戦
- 第10特別根拠地隊 - シンガポール。1942年1月に編成された[9]。

奥信一 少将：1942年1月15日 -
山口儀三郎 少将：1942年12月2日 -
今村脩 少将：1943年11月25日 - 終戦
- 第11特別根拠地隊 - サイゴン。1941年11月に佐世保鎮守府所管で編成され、フランス領インドシナの防衛担当[10]。1945年5月1日、第11根拠地隊に改編[5]。

戸苅隆始 予備役中将：1941年11月20日 -
堀内茂礼 中将：1942年12月4日 - 1943年9月1日
藤田利三郎 中将：1943年9月10日 -
近藤泰一郎 中将：1945年1月2日 - 1945年5月1日
- 第11根拠地隊 - サイゴン

近藤泰一郎 中将：1945年5月1日 - 終戦
- 第12特別根拠地隊 - アンダマン諸島。第9根派遣陸戦隊とともにアンダマン攻略後、そのまま守備に就く。

石川茂 少将：1942年2月15日 -
原鼎三 少将：1944年6月26日 - 終戦
- 第13根拠地隊 - ラングーン。ビルマ陥落後にバンコクへ転進。隷下の第12・第13警備隊はシッタン作戦で転進中に全滅。

田中頼三 少将：1943年10月1日 - 終戦
- 第14根拠地隊 - ニューアイルランド島。ブーゲンビル島から撤退した第8連合特別陸戦隊に第83警備隊を合わせて編成。第88警備隊など隷属部隊の一部はアドミラルティ諸島で全滅[11]。

大田実 少将：1943年12月1日 -
田村劉吉 大佐：1944年2月10日 - 終戦
- 第15根拠地隊 - ペナン島。第9根拠地隊司令部のサバン転進後、潜水艦基地として重要なペナンの指揮系統整理のために、残置部隊が独立した根拠地隊となった。司令部は第8潜水戦隊司令部が兼ねた。日本潜水艦のほか、ドイツ潜水艦への協力も行った[12]。

（兼）市岡寿 少将：1944年6月20日 -
（兼）魚住治策 少将：1944年8月4日 -
魚住治策 少将：1945年2月20日 - 終戦
- 第21特別根拠地隊 - スラバヤ

久保九次 少将：1942年3月10日 -
伍賀啓次郎 少将：1942年9月25日 -
星野応韶 少将：1943年9月13日 -
田中菊松 少将：1944年11月17日 - 終戦
- 第22特別根拠地隊 - バリクパパン。ボルネオ防衛戦に参加。

広瀬末人 少将：1942年3月10日 -
福田良三 中将：1942年10月10日 -
醍醐忠重 中将：1943年11月8日 -
鎌田道章 少将：1944年8月23日 - 終戦
- 第23特別根拠地隊 - マカッサル。1942年3月10日、佐世保連合特別陸戦隊司令部及び佐世保第2特別陸戦隊を、セレベス島駐留用として改編[13]

森国造 大佐：1942年3月10日 -
下村勝美 少将：1942年11月25日 -
大杉守一 少将：1944年1月26日 - 終戦
- 第24特別根拠地隊 - アンボン。1943年11月30日、第24根拠地隊に改編[5]。

畠山耕一郎 少将：1942年12月29日 -
柴田弥一郎 少将：1943年3月10日 - 1943年11月30日
- 第24根拠地隊 - フロレス島。1944年9月10日解隊[14]。

柴田弥一郎 中将：1943年11月30日 -
福田貞三郎 少将：1944年2月1日 - 1944年9月10日
- 第25特別根拠地隊 - 1942年末に呉鎮守府で編成され、マノクワリへ[15]。1944年7月にアンボンへ転進[16]。1945年1月10日、第25根拠地隊に改編[5]。

鈴木長蔵 少将：1942年12月29日 -
長谷真三郎 少将：1944年1月24日 - 1945年1月10日
- 第25根拠地隊 - アンボン。一部は22特根指揮下でバリクパパン防衛戦に参加。

（兼）山縣正郷 中将：1945年1月10日 -
岡田為次 少将：1945年3月10日 -
一瀬信一 中将：1945年6月9日 - 終戦
- 第26特別根拠地隊 - ハルマヘラ島カウ。西部ニューギニア防衛のため1943年11月編成。ワクデ島などに派遣隊を送り、マノクワリに第18警備隊を置く[17]。

横川市平 少将：1943年11月1日 -
一瀬信一 中将：1944年5月25日 - 1945年5月29日解散
- 第27特別根拠地隊 - 東部ニューギニアのカイリル島。1944年3月に第2特根と第7根を改編。隷下の第90警備隊はホーランジアの戦いで全滅[4]。

佐藤四郎 大佐：1944年3月25日 - 終戦
- 第28特別根拠地隊 - ビアク島。ビアク島の戦いで全滅。

千田貞敏 少将：1944年5月1日 - 1944年8月25日戦死
- 第30特別根拠地隊 - パラオ。1944年3月1日、第30根拠地隊に改編[5]。

伊藤賢三 少将：1944年1月10日 - 1944年3月1日
- 第30根拠地隊 - パラオ。1944年5月頃には第43警備隊や特設掃海艇などを有した[18]。

伊藤 賢三 少将：1944年3月1日 - 終戦
- 第31特別根拠地隊（I） - マニラ。

小林徹理 少将：1942年1月3日 - 1943年2月20日解散
- 第31特別根拠地隊（II）- マニラ。マニラ海軍防衛隊の基幹部隊としてマニラ市街戦を展開。

有馬馨 少将：1944年9月10日 -
（兼）有馬馨 少将：1944年11月1日 -
岩淵三次 少将：1944年11月17日 - 1945年2月26日戦死
- 第32特別根拠地隊 - 太平洋戦争開始時には第3艦隊隷下で、南方作戦後はダバオを守備。ミンダナオ島防衛戦に参加。

入船直三郎 少将：1941年11月20日 -
代谷清志 少将：1943年3月15日 -
土井直治 少将：1944年10月6日 - 終戦
- 第33特別根拠地隊 - セブ島。セブ島の戦いに参加。

原田覚 少将：1944年8月5日 - 1945年9月25日戦病死
- 第51根拠地隊 - キスカ島。1942年9月に第5警備隊（旧舞鶴第3特別陸戦隊）を基幹に創設[19]。創設時には第5警備隊、第5航空隊、第51通信隊を有した[20]。キスカ島撤退作戦で撤収し解隊。

秋山勝三 少将：1942年9月15日 - 1943年8月5日
- 第52根拠地隊 - 大湊。機雷敷設艦「常磐」を旗艦とし、第52砲艇隊、第52掃海隊、第41号・第43号駆潜艇を有する[21]。

水井静治 少将：1943年5月1日 - 1944年1月20日解散
- 上海方面根拠地隊 - 上海。一時期、司令官は上海海軍特別陸戦隊司令官を兼任（1941～1944年8月）。

樋口修一郎 少将：1939年11月15日 -
小林仁 少将：1940年11月15日 -
平岡粂一 少将：1941年5月1日 -
牧田覚三郎 少将：1941年9月15日 -
大野一郎 少将：1942年2月14日 -
畠山耕一郎 少将：1943年6月1日 -
鈴木長蔵 少将：1944年3月20日 -
森徳治 少将：1944年8月18日 - 終戦
- 沖縄方面根拠地隊 - 沖縄島。司令部は第4海上護衛隊司令部を兼任（～1945年2月）。沖縄戦に参加。1945年7月30日に解散[5]。

（兼）新葉亭造 少将：1944年4月10日 -
（兼）大田実 少将：1945年1月20日 -
大田実 少将：1945年2月25日 - 1945年6月13日戦死
- 高雄方面根拠地隊 - 高雄

黒瀬浩 少将：1945年5月1日 - 終戦
- 大島方面根拠地隊 - 1942年1月解散[5]

大野一郎 少将：1941年10月1日 - 1942年1月15日
- 千島方面特別根拠地隊 - 千島列島。1943年8月5日に千島方面根拠地隊に改編。

新葉亭造 少将：1945年2月25日 - 1944年1月1日
- 千島方面根拠地隊 - 千島列島。1943年8月5日に千島方面特別根拠地隊を改編。1945年6月18日に解散[5]。

久保九次 少将：1944年1月1日 - 1945年6月15日
- 父島方面特別根拠地隊 - 父島

藤森清一朗 予備役少将：1942年6月15日 -
中邑元司 少将：1942年11月1日 -
森国造 少将：1944年2月15日 - 終戦
- 漢口方面特別根拠地隊 - 漢口

小林仁 少将：1939年11月15日 -
松永次郎 少将：1940年11月15日 -
一瀬信一 少将：1941年8月11日 - 1942年1月15日解散
- 広東方面特別根拠地隊 - 広州。太平洋戦争中に香港へ転進し、香港方面特別根拠地隊に改称。

副島大助 少将：1939年11月15日 -
井上保雄 少将：1941年9月1日 - 1941年12月26日
- 香港方面特別根拠地隊 - 香港

井上保雄 中将：1941年12月26日 -
安場保雄 少将：1942年3月10日 -
小畑長左衛門 大佐：1942年9月1日 -
大熊譲 大佐：1943年10月19日 - 終戦
- 廈門方面特別根拠地隊（I） - 廈門。

牧田覚三郎 少将：1939年11月15日 -
大野一郎 少将：1940年10月15日 -
畠山耕一郎 少将：1941年9月1日 - 1942年1月15日解散
- 廈門方面特別根拠地隊（II）- 廈門

原田清一 少将：1942年11月1日 - 終戦
- 青島方面特別根拠地隊（I） - 青島。

大島四郎 少将：1939年11月15日 -
金子繁治 大佐：1941年4月10日 -
緒方真記 大佐：1941年5月24日 -
大杉守一 大佐：1941年8月20日 - 1942年4月10日
- 青島方面特別根拠地隊（II）- 青島。第3遣支艦隊を改編。

桑原虎雄 少将：1942年4月10日 -
藤田類太郎 大佐：1943年11月10日 -
金子繁治 少将：1945年1月29日 - 終戦
- 旅順方面特別根拠地隊 - 旅順。満州国海上警察隊を協力部隊として対潜警備を実施していた[22]。

中村重一 予備役少将：1942年1月15日 -
原顕三郎 中将：1942年11月15日 -
山口儀三郎 中将：1944年1月15日 -
小林謙五 中将：1945年4月20日 - 終戦
- 羅津根拠地隊 - 羅津。1942年5月20日、羅津方面特別根拠地隊に改編[5]。

鋤柄玉造 少将：1941年10月1日 - 1942年5月20日
- 羅津方面特別根拠地隊 - 羅津。

鋤柄玉造 中将：1942年5月20日 -
梶岡定道 少将：1942年9月1日 -
高橋一松 大佐：1943年10月10日 -
土井直治 少将：1944年6月25日 -
欠：1944年9月20日 -
堀勇五郎 少将：1945年3月20日 - 1945年7月25日解散
- 元山方面特別根拠地隊 - 元山

堀勇五郎 少将：1945年7月25日 - 終戦
- 馬公方面特別根拠地隊 - 馬公。馬公警備府を改編。

片原常次郎 予備役大佐：1943年4月1日 -
相馬信四郎 少将：1945年7月15日 - 終戦
- 揚子江方面特別根拠地隊 - 漢口。第1遣支艦隊を改編。

大野一郎 中将：1943年8月20日 -
畠山耕一郎 中将：1944年3月20日 -
澤田虎夫 中将：1944年11月21日 - 終戦
- 海南島根拠地隊 - 海南島。海南警備府に改編。

福田良三 少将：1939年11月15日 -
井上保雄 少将：1940年11月15日 - 1941年4月10日